# 贝尔茹
贝尔茹（法語：Berjou，法語發音：[bɛʁʒu] ⓘ）是法国奥恩省的一个市镇，位于该省北部偏西，属于阿让唐区。

## 地理
贝尔茹（48°50'58"N, 0°28'55"W）面积8.82 平方千米，位于法国诺曼底大区奧恩省，该省份为法国西北部内陆省份，北起顺时针与卡爾瓦多斯省、厄尔省、厄尔-卢瓦省、萨尔特省、马耶讷省和芒什省接壤。
与贝尔茹接壤的市镇（或旧市镇、城区）包括：圣但尼德梅雷、卡昂、圣奥诺里内-拉沙尔东。
贝尔茹的时区为UTC+01:00、UTC+02:00（夏令时）。

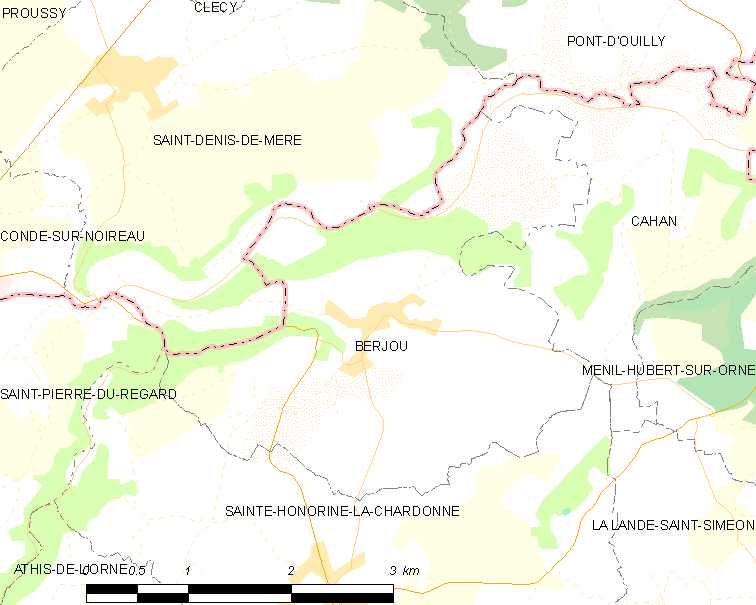
贝尔茹的OSM定位图

## 行政
贝尔茹的邮政编码为61430，INSEE市镇编码为61044。

## 政治
贝尔茹所属的省级选区为阿蒂斯-瓦勒德鲁夫尔县。

## 人口

1962-2008年间贝尔茹人口变化图示

贝尔茹于2022年1月1日时的人口数量为427人。

## 交通
奥恩省省道D15线、D224线、D803线和D911线经过境内。